# Pugilato ai Giochi della XXIX Olimpiade
Gli incontri di pugilato ai Giochi della XXIX Olimpiade si svolsero dal 9 al 24 agosto 2008 presso la Workers Indoor Arena di Pechino.

## Calendario
| Totale |  |  |  |  |  |  |  |  | Q. | Q. | Q. | Q. |  | SF | 51 kg 57 kg 64 kg 75 kg 91 kg | 48 kg 54 kg 60 kg 69 kg 81 kg +91 kg | 11 |

|  | Qualificazioni |  | FINALI |

## Podi
| Evento                                        | Oro                   | Argento                | Bronzo                                   |
| fino a 48 kg (pesi mosca leggeri) (dettagli)  | Zou Shiming           | Pürevdorjiin Serdamba  | Paddy Barnes Yampier Hernández           |
| fino a 51 kg (pesi mosca) (dettagli)          | Somjit Jongjohor      | Andry Laffita          | Vincenzo Picardi Georgij Balakšin        |
| fino a 54 kg (pesi gallo) (dettagli)          | Enkhbatyn Badar-Uugan | Yankiel León           | Bruno Julie Veaceslav Gojan              |
| fino a 57 kg (pesi piuma) (dettagli)          | Vasyl' Lomačenko      | Khedafi Djelkhir       | Yakup Kılıç Shahin Imranov               |
| fino a 60 kg (pesi leggeri) (dettagli)        | Aleksej Tiščenko      | Daouda Sow             | Hrachik Javakhyan Yordenis Ugás          |
| fino a 64 kg (pesi welter leggeri) (dettagli) | Manuel Félix Díaz     | Manus Boonjumnong      | Roniel Iglesias Sotolongo Alexis Vastine |
| fino a 69 kg (pesi welter) (dettagli)         | Baqyt Särsekbaev      | Carlos Banteaux Suárez | Hanati Silamu Kim Jung-Joo               |
| fino a 75 kg (pesi medi) (dettagli)           | James DeGale          | Emilio Correa          | Darren Sutherland Vijender Singh         |
| fino a 81 kg (pesi mediomassimi) (dettagli)   | Zhang Xiaoping        | Kenneth Egan           | Tony Jeffries Yerkebuian Shynaliyev      |
| fino a 91 kg (pesi massimi) (dettagli)        | Rachim Čakchiev       | Clemente Russo         | Osmay Acosta Deontay Wilder              |
| oltre 91 kg (pesi supermassimi) (dettagli)    | Roberto Cammarelle    | Zhang Zhilei           | V"jačeslav Hlazkov David Price           |

## Medagliere
| Posizione | Paese           |    |    |    | Totale |
| --------- | --------------- | -- | -- | -- | ------ |
| 1         | Cina            | 2  | 1  | 1  | 4      |
| 2         | Russia          | 2  | 0  | 1  | 3      |
| 3         | Italia          | 1  | 1  | 1  | 3      |
| 4         | Mongolia        | 1  | 1  | 0  | 2      |
| 4         | Thailandia      | 1  | 1  | 0  | 2      |
| 6         | Regno Unito     | 1  | 0  | 2  | 3      |
| 7         | Kazakistan      | 1  | 0  | 1  | 2      |
| 7         | Ucraina         | 1  | 0  | 1  | 2      |
| 9         | Rep. Dominicana | 1  | 0  | 0  | 1      |
| 10        | Cuba            | 0  | 4  | 4  | 8      |
| 11        | Francia         | 0  | 2  | 1  | 3      |
| 12        | Irlanda         | 0  | 1  | 2  | 3      |
| 13        | Armenia         | 0  | 0  | 1  | 1      |
| 13        | Azerbaigian     | 0  | 0  | 1  | 1      |
| 13        | India           | 0  | 0  | 1  | 1      |
| 13        | Corea del Sud   | 0  | 0  | 1  | 1      |
| 13        | Moldavia        | 0  | 0  | 1  | 1      |
| 13        | Mauritius       | 0  | 0  | 1  | 1      |
| 13        | Turchia         | 0  | 0  | 1  | 1      |
| 13        | Stati Uniti     | 0  | 0  | 1  | 1      |
| Totale    | Totale          | 11 | 11 | 22 | 44     |